# Villa Gros
La villa Gros est une villa située à Clermont-Ferrand en France. Elle a été construite en 1936. La villa est inscrite aux monuments historiques depuis 2009. Issue de plusieurs influences architecturales et décoratives, elle constitue une synthèse des styles des années 1930 et un jalon intermédiaire entre la maison bourgeoise d'avant la Première guerre mondiale et le pavillon contemporain de la seconde moitié du 20e siècle. Tradition bourgeoise classique de la maison de maître de plan massé. Goût Art Déco pour le portail, le perron à colonnes, la pergola, les corniches et jardinières. Style régionaliste affiché dans le traitement des façades. Style moderniste international privilégiant la fluidité et la pureté des volumes et l'utilisation de matériaux modernes. Style "paquebot" dans les balcons semi-circulaires à garde-corps tubulaires. Elle fut la propriété du groupe Michelin de 1961 à 1978. Elle est surnommée la « villa Hibou »,  du nom de ses occupants depuis 1968, la famille Hibou.